# Эуллер Силва Кавалканти, Элосман
Элосман Эуллер Силва Кавалканти (порт. Elosman Euller Silva Cavalcanti более известный, как Эуллер порт. Euller; родился 4 февраля 1995 года в Сан-Жозе-ди-Пираньяс, Бразилия) — бразильский футболист, защитник и полузащитник южнокорейского клуба «Сеул И-Лэнд».

## Клубная карьера
Эуллер — воспитанник клубов «Баия» и «Витория». 15 августа 2013 года в матче против «Понте Прета» он дебютировал в бразильской Серии А. По итогам 2014 года клуб вылетел из элиты, но Эуллер остался в команде. 16 сентября 2015 года в поединке против «Можи-Мирин» он забил свой первый гол за «Виторию». По итогам сезона он помог команде вернуться в элиту. В составе «Витории» Эуллер дважды выиграл Лигу Баияно.
Летом 2017 года Эуллер перешёл в японский «Ависпа Фукуока». 2 сентября в матче против «Каматамарэ Сануки» он дебютировал во Второй Джей-лиге. 21 марта 2018 года в поединке против «Токио Верди» Эуллер забил свой первый гол за «Ависпа Фукуока».
Летом 2018 года Эуллер перешёл в аравийский «Аль-Шабаб». 31 августа в матче против «Аль-Иттихада» он дебютировал в чемпионате Саудовской Аравии.

## Международная карьера
В 2015 году в составе олимпийской сборной Бразилии Эуллер стал бронзовым призёром Панамериканских игр в Торонто. На турнире он принял участие в матчах против команд Канады, Перу, Уругвая и Панамы.

## Достижения
Командные
 «Витория» Салвадор
- Победитель Лиги Баияно — 2016
- Победитель Лиги Баияно — 2017

Международные
 Бразилия (до 23)
- Панамериканские игры — 2015